# Opisthoxia cabima
Opisthoxia cabima là một loài bướm đêm trong họ Geometridae.